# Широ Кикухара
Широ Кикухара (јап. 菊原 志郎; 7. јул 1969) бивши је јапански фудбалер.

## Каријера
Током каријере је играо за Верди Кавасаки и Урава Ред Дајмондс.

## Репрезентација
За репрезентацију Јапана дебитовао је 1990. године. За тај тим је одиграо 5 утакмица.

## Статистика
| Јапан  | Јапан   | Јапан  |
| Година | Наступи | Голови |
| ------ | ------- | ------ |
| 1990.  | 5       | 0      |
| Укупно | 5       | 0      |